# Doraemon truyện dài
Daichōhen Doraemon (Nhật: 大長編ドラえもん (Đại trường biên Doraemon)) là xê-ri manga khoa học viễn tưởng về Doraemon do họa sĩ Fujiko Fujio (sau này là Fujiko F. Fujio) sáng tác. Xê-ri này được viết dựa trên các tác phẩm điện ảnh cùng tên phát hành hằng năm tại rạp từ 1980 và được đăng trên tạp chí CoroCoro Comic trước khi phim ra mắt. Xuyên suốt xê-ri đề cập đến nhóm 5 người bạn Doraemon, Nobita, Shizuka, Suneo và Jaian về những cuộc phiêu lưu đến thời cổ đại khủng long, thăm hành tinh Koyakoya xa xôi nơi dãy Ngân Hà đến thám hiểm vương quốc loài chó trong khu vực tách biệt thế giới ở châu Phi và rồi trầm mình dưới đáy biển khám phá lâu đài bí ẩn..... Sau đó các mẩu truyện được Shogakukan tập hợp lại đóng thành cuốn phát hành . Có tổng cộng 24 tập đã được xuất bản trong đó bao gồm 17 tập do tác giả thực hiện. Sau khi tác giả bộ truyện qua đời vào năm 1996 công việc sáng tác được Fujiko Pro thực hiện. "Nobita" là cụm từ mở đầu xuyên suốt trong các tựa truyện. Xê-ri này được Nhà xuất bản Kim Đồng ấn hành và tái bản thường xuyên tại Việt Nam và được biết đến với tên gọi Truyện dài Doraemon.

## Tổng quan
Lúc sinh thời, Chú khủng long của Nobita (Nobita no Kyōryū) là tập truyện dài Doraemon đầu tiên do họa sĩ Fujiko vẽ và đăng trên tạp chí tháng của CoroCoro Comic vào tháng 1 năm 1980. Nguyên bản truyện bắt nguồn từ một chương truyện ngắn trong xê-ri truyện ngắn Doraemon do tác giả sáng tác vào năm 1975, sau đó nội dung được thêm thắt, mở rộng nội dung. Từ tập thứ hai là Nobita và lịch sử khai phá vũ trụ được đăng từ tháng 9 năm 1980 và được kết thúc vào tháng 3–tháng 4 năm kế tiếp. Trong bản đăng trên tạp chí, các mẩu truyện được in dưới dạng màu sau đó được nhà xuất bản gom lại đóng thành truyện trắng-đen. Riêng tập Nobita Tây du ký không được vẽ thành truyện vì sức khoẻ của tác giả không tốt cho nên Nobita và nước Nhật thời nguyên thủy trở thành tập truyện dài thứ 9. Tập thứ 12 Nobita và vương quốc trên mây truyện minh họa toàn bộ bởi Fujiko Pro. Tập thứ 17 Nobita và cuộc phiêu lưu ở thành phố dây cót được sáng tác ba trang đầu phác thảo sau đó tác giả qua đời và phần còn lại của truyện cũng như các tập truyện về sau do Fujiko Pro làm. Sau tập 24, xê-ri bước qua giai đoạn thứ hai mang tên "Eiga Story" (truyện phim) các bản vẽ do Mugiwara Shintaro thực hiện, riêng ở tập Nobita và hòn đảo diệu kì - Cuộc phiêu lưu của loài thú do Okada Yasunori vẽ.
- VOL：Số thứ tự theo tác giả
- No：Họa sĩ khác vẽ
- Toàn bộ: Toàn bộ Họa sĩ khác vẽ (theo số lần đăng trên tạp chí)
- F toàn bộ: Toàn bộ Họa sĩ Fujiko vẽ (theo số lần đăng trên tạp chí)

| VOL        | No | Tựa                                                     | Phát hành                                                                     | Phát hành  | Số lần  | Số lần    | Ghi chú                                                                                                |
| VOL        | No | Tựa                                                     | Thời gian                                                                     | Tổng tháng | Toàn bộ | F toàn bộ | Ghi chú                                                                                                |
| ---------- | -- | ------------------------------------------------------- | ----------------------------------------------------------------------------- | ---------- | ------- | --------- | --- |
| 1          | -  | Chú khủng long của Nobita                               | tháng 1-3 năm 1980                                                            | 3          | 1       | 1         | Bút danh chung là Fujiko Fujio                                                                         |
| 2          | -  | Nobita và lịch sử khai phá vũ trụ                       | tháng 9 năm 1980 - tháng 2 năm 1981                                           | 6          | 1       | 1         | |
| 3          | -  | Nobita thám hiểm vùng đất mới                           | tháng 9 năm 1981 - tháng 2 năm1982                                            | 6          | 1       | 1         | |
| 4          | -  | Nobita và lâu đài dưới đáy biển                         | tháng 8 năm 1982 - tháng 2 năm 1983                                           | 7          | 1       | 2         | Tựa đặt trong tháng 11 là Nobita và thành phố dưới biển (「のび太の海底城」)                           |
| 5          | -  | Nobita và chuyến phiêu lưu vào xứ quỷ                   | tháng 9 năm 1983 - tháng 2 năm 1984                                           | 6          | 1       | 2         | |
| 6          | -  | Nobita và cuộc chiến vũ trụ                             | tháng 8 năm 1984 - tháng 1 năm 1985                                           | 6          | 2       | 2         | |
| 7          | -  | Nobita và binh đoàn người sắt                           | tháng 8 năm 1985 - tháng 1 năm 1986                                           | 6          | 2       | 3         | |
| 8          | -  | Nobita và hiệp sĩ rồng                                  | tháng 11 năm 1986 - tháng 3 năm 1987                                          | 5          | 2       | 3         | Motoo Abiko tách ra khỏi bút danh Fujiko Fujio                                                         |
|            | -  | Nobita Tây du ký                                        |                                                                               |            |         |           | |
| 9          | -  | Nobita và nước Nhật thời nguyên thủy                    | tháng 10 năm 1988 - tháng 3 năm 1989                                          | 6          | 2       | 4         | Tháng 2 bút danh tác giả vẫn là Fujiko Fujio;tháng 3 sử dụng bút danh Fujiko F. Fujio                  |
| 10         | -  | Nobita và hành tinh muông thú                           | tháng 10 năm 1989 - tháng 3 năm 1990                                          | 6          | 2       | 4         | Bút danh Fujiko F. Fujio                                                                               |
| 11         | -  | Nobita ở xứ sở nghìn lẻ một đêm                         | tháng 9 năm 1990 - tháng 2 năm 1991                                           | 6          | 2       | 4         | |
| 12         | -  | Nobita và Vương quốc trên mây                           | thánhg 10 năm 1991 - tháng 3 năm 1992 Doraemon Club số 2 (1 tháng 5 năm 1994) | 4 (+2) 1   | 3       | 5         | Tháng 1 gián đoạn. Tháng 2&3 Fujiko Pro cuối là Doraemon Club                                          |
| 13         | -  | Nobita và mê cung thiếc                                 | tháng 9 năm 1992 - tháng 3 năm 1993 (tháng 1 ngưng sáng tác)                  | 6          | 3       | 5         | |
| 14         | -  | Nobita và ba chàng hiệp sĩ mộng mơ                      | tháng 9 năm 1993 - tháng 3 năm 1994 (tháng 1 ngưng sáng tác)                  | 6          | 3       | 5         | |
| 15         | -  | Đấng toàn năng Nobita                                   | tháng 9 năm 1994 - tháng 3 năm 1995 (tháng 12 ngưng sáng tác)                 | 6          | 3       | 6         | |
| 16         | -  | Nobita và chuyến tàu tốc hành Ngân Hà                   | tháng 9 năm 1995 - tháng 2 năm 1996                                           | 6          | 3       | 6         | |
| 17         | -  | Nobita và cuộc phiêu lưu ở thành phố dây cót            | tháng 9 năm 1996 - tháng 3 năm 1997 (tháng 11 tạm ngưng)                      | 6          | 3       | 6         | Tập cuối cùng của tác giả với 3 trang đầu do tác giả vẽ còn ý tưởng còn lại do Fujiko Pro thực hiện    |
| 18         | 1  | Nobita và chuyến du hành biển phương Nam                | tháng 10 năm 1997 - tháng 3 năm 1998                                          | 6          | 4       | -         | Fujiko Pro tiếp tục "Manga-ban eiga shirīzu" Vẽ là Hagiwara Shin'ichi với kịch bản của Kishima Nobuaki |
| 19         | 2  | Nobita - Vũ trụ phiêu lưu ký                            | tháng 10 năm 1998 - tháng 3 năm 1999                                          | 6          | 4       | -         | |
| 20         | 3  | Nobita và truyền thuyết vua Mặt Trời                    | tháng 10 năm 1999 - tháng 3 năm 2000                                          | 6          | 4       | -         | |
| 21         | 4  | Nobita và những dũng sĩ có cánh                         | tháng 2 - tháng 3 năm 2001                                                    | 2          | 4       | -         | Okada Yasunori vẽ từ tập này trở đi                                                                    |
| 22         | 5  | Nobita và vương quốc robot                              | tháng 2 - tháng 3 năm 2002                                                    | 2          | 4       | -         | |
| 23         | 6  | Nobita và những pháp sư Gió bí ẩn                       | tháng 2 - tháng 3 năm 2003                                                    | 2          | 4       | -         | |
| 24         | 7  | Nobita ở vương quốc chó mèo                             | tháng 2 - tháng 3 năm 2004                                                    | 2          | 4       | -         | |
| Eiga Story |    |                                                         |                                                                               |            |         |           | |
|            |    | Nobita và người khổng lồ xanh                           | tháng 2 - tháng 3 năm 2008                                                    |            |         |           | |
|            |    | Nobita và cuộc đại thủy chiến ở xứ sở người cá          |                                                                               |            |         |           | |
|            |    | Nobita và hòn đảo diệu kì - Cuộc phiêu lưu của loài thú |                                                                               |            |         |           | |
|            |    | Nobita và viện bảo tàng bảo bối                         |                                                                               |            |         |           | |
|            |    | Nobita và những hiệp sĩ không gian                      |                                                                               |            |         |           | |

## Tác phẩm

### Bìa mềm
Được họa sĩ Fujiko đăng trên Chuokoron-Shinsha "Chuko Comics của Fujiko Land" thuộc Shogakukan
- Daichōhen Doraemon của Fujiko F. Fujio / Fujiko Pro đăng trên CoroCoro Comic với phiên bản bìa mềm 24 tập

| #  | Tựa đề                                                                      | Ngày phát hành tiếng Nhật                                         | ISBN tiếng Nhật    |
| -- | --------------------------------------------------------------------------- | ----------------------------------------------------------------- | ------------------ |
| 1  | Chú khủng long của Nobita (のび太の恐竜)                                    | 28 tháng 11 năm 1983 (bìa thường), 25 tháng 12 năm 1983 (bìa mềm) | ISBN 4-09-140602-5 |
| 2  | Nobita và lịch sử khai phá vũ trụ (のび太の宇宙開拓史)                      | 28 tháng 2 năm 1984 (bìa thường), 25 tháng 3 năm 1984 (bìa mềm)   | ISBN 4-09-140603-3 |
| 3  | Nobita thám hiểm vùng đất mới (のび太の大魔境)                              | 28 tháng 8 năm 1985 (bìa thường), 25 tháng 9 năm 1985 (bìa mềm)   | ISBN 4-09-140605-X |
| 4  | Nobita và lâu đài dưới đáy biển (のび太の海底鬼岩城)                        | 28 tháng 5 năm 1983 (bìa thường), 25 tháng 6 năm 1983 (bìa mềm)   | ISBN 4-09-140601-7 |
| 5  | Nobita và chuyến phiêu lưu vào xứ quỷ (のび太の魔界大冒険)                  | 28 tháng 9 năm 1984 (bìa thường), 25 tháng 10 năm 1984 (bìa mềm)  | ISBN 4-09-140604-1 |
| 6  | Nobita và cuộc chiến vũ trụ (のび太の宇宙小戦争)                            | 28 tháng 10 năm 1985 (bìa thường), 25 tháng 11 năm 1985 (bìa mềm) | ISBN 4-09-140606-8 |
| 7  | Nobita và binh đoàn người sắt (のび太と鉄人兵団)                            | 28 tháng 1 năm 1987 (bìa thường), 25 tháng 2 năm 1987 (bìa mềm)   | ISBN 4-09-140607-6 |
| 8  | Nobita và hiệp sĩ rồng (のび太と竜の騎士)                                   | 28 tháng 5 năm 1988 (bìa thường), 25 tháng 6 năm 1988 (bìa mềm)   | ISBN 4-09-140608-4 |
| 9  | Nobita và nước Nhật thời nguyên thủy (のび太の日本誕生)                     | 28 tháng 7 năm 1989 (bìa thường), 25 tháng 8 năm 1989 (bìa mềm)   | ISBN 4-09-140609-2 |
| 10 | Nobita và hành tinh muông thú (のび太とアニマル惑星)                        | 27 tháng 10 năm 1990 (bìa thường), 25 tháng 10 năm 1990 (bìa mềm) | ISBN 4-09-140610-6 |
| 11 | Nobita ở xứ sở nghìn lẻ một đêm (のび太のドラビアンナイト)                  | 27 tháng 7 năm 1991 (bìa thường), 25 tháng 8 năm 1991 (bìa mềm)   | ISBN 4-09-141751-5 |
| 12 | Nobita và Vương quốc trên mây (のび太と雲の王国)                            | 28 tháng 6 năm 1992 (bìa thường), 25 tháng 7 năm 1992 (bìa mềm)   | ISBN 4-09-141752-3 |
| 13 | Nobita và mê cung thiếc (のび太とブリキの迷宮)                              | 28 tháng 7 năm 1993 (bìa thường), 25 tháng 8 năm 1993 (bìa mềm)   | ISBN 4-09-141753-1 |
| 14 | Nobita và ba chàng hiệp sĩ mộng mơ (のび太と夢幻三剣士)                     | 27 tháng 8 năm 1994 (bìa thường), 25 tháng 9 năm 1994 (bìa mềm)   | ISBN 4-09-141754-X |
| 15 | Đấng toàn năng Nobita (のび太の創世日記)                                    | 28 tháng 8 năm 1995 (bìa thường), 25 tháng 9 năm 1995 (bìa mềm)   | ISBN 4-09-141755-8 |
| 16 | Nobita và chuyến tàu tốc hành Ngân Hà (のび太と銀河超特急)                  | 28 tháng 8 năm 1996 (bìa thường), 25 tháng 9 năm 1996 (bìa mềm)   | ISBN 4-09-141756-6 |
| 17 | Nobita và chuyến phiêu lưu ở thành phố dây cót (のび太のねじ巻き都市冒険記) | 28 tháng 8 năm 1997 (bìa thường), 25 tháng 9 năm 1997 (bìa mềm)   | ISBN 4-09-141757-4 |
| 18 | Nobita du hành biển phương Nam (のび太の南海大冒険)                         | 28 tháng 9 năm 1998 (bìa thường), 25 tháng 10 năm 1998 (bìa mềm)  | ISBN 4-09-141758-2 |
| 19 | Nobita - Vũ trụ phiêu lưu ký (のび太の宇宙漂流記)                           | 28 tháng 9 năm 1999 (bìa thường), 25 tháng 9 năm 1999 (bìa mềm)   | ISBN 4-09-141759-0 |
| 20 | Nobita và truyền thuyết vua Mặt Trời (のび太の太陽王伝説)                   | 28 tháng 7 năm 2000 (bìa thường), 25 tháng 8 năm 2000 (bìa mềm)   | ISBN 4-09-141760-4 |
| 21 | Nobita và những dũng sĩ có cánh (のび太と翼の勇者たち)                      | 28 tháng 7 năm 2001 (bìa thường), 25 tháng 9 năm 2001 (bìa mềm)   | ISBN 4-09-142861-4 |
| 22 | Nobita và vương quốc robot (のび太とロボット王国)                           | 28 tháng 8 năm 2002 (bìa thường), 25 tháng 9 năm 2002 (bìa mềm)   | ISBN 4-09-142862-2 |
| 23 | Nobita và những pháp sư Gió bí ẩn (のび太とふしぎ風使い)                    | 28 tháng 7 năm 2003 (bìa thường), 25 tháng 8 năm 2003 (bìa mềm)   | ISBN 4-09-142863-0 |
| 24 | Nobita ở vương quốc chó mèo (のび太のワンニャン時空伝)                      | 27 tháng 8 năm 2004 (bìa thường), 25 tháng 9 năm 2004 (bìa mềm)   | ISBN 4-09-142864-9 |

### Giấy B6
Có 9 tập "Eiga gensaku dai chōhen Doraemon" do họa sĩ Fujiko F. Fujio đăng trên "Chūōkōronsha (Chūkō Comic Fujiko Fujio Land)" với khuôn giấy B6
| # | Tựa                                   | Ngày phát hành       | ISBN               |
| - | ------------------------------------- | -------------------- | ------------------ |
| 1 | Chú khủng long của Nobita             | 8 tháng 5 năm 1987   | ISBN 4-12-410142-2 |
| 2 | Nobita và lịch sử khai phá vũ trụ     | 14 tháng 8 năm 1987  | ISBN 4-12-410154-6 |
| 3 | Nobita thám hiểm vùng đất mới         | 4 tháng 12 năm 1987  | ISBN 4-12-410170-8 |
| 4 | Nobita và lâu đài dưới đáy biển       | 8 tháng 4 năm 1988   | ISBN 4-12-410186-4 |
| 5 | Nobita và chuyến phiêu lưu vào xứ quỷ | 8 tháng 7 năm 1988   | ISBN 4-12-410198-8 |
| 6 | Nobita và cuộc chiến vũ trụ           | 14 tháng 10 năm 1988 | ISBN 4-12-410210-0 |
| 7 | Nobita và binh đoàn người sắt         | 2 tháng 12 năm 1988  | ISBN 4-12-410218-6 |
| 8 | Nobita và hiệp sĩ rồng                | 17 tháng 3 năm 1989  | ISBN 4-12-410231-3 |
| 9 | Nobita và nước Nhật thời nguyên thủy  | 3 tháng 4 năm 1990   | ISBN 4-12-410282-8 |

### Bìa mềm do Shogakukan Corocoro phát hành (17 tập)
| #  | Tựa                                          | Ngày phát hành       | ISBN               |
| -- | -------------------------------------------- | -------------------- | ------------------ |
| 1  | Chú khủng long của Nobita                    | 24 tháng 2 năm 1995  | ISBN 4-09-194011-0 |
| 2  | Nobita và lịch sử khai phá vũ trụ            | 24 tháng 2 năm 1995  | ISBN 4-09-194012-9 |
| 3  | Nobita thám hiểm vùng đất mới                | 24 tháng 2 năm 1995  | ISBN 4-09-194013-7 |
| 4  | Nobita và lâu đài dưới đáy biển              | 21 tháng 7 năm 1995  | ISBN 4-09-194014-5 |
| 5  | Nobita và chuyến phiêu lưu vào xứ quỷ        | 21 tháng 7 năm 1995  | ISBN 4-09-194015-3 |
| 6  | Nobita và cuộc chiến vũ trụ                  | 21 tháng 7 năm 1995  | ISBN 4-09-194016-1 |
| 7  | Nobita và binh đoàn người sắt                | 23 tháng 2 năm 1996  | ISBN 4-09-194017-X |
| 8  | Nobita và hiệp sĩ rồng                       | 23 tháng 2 năm 1996  | ISBN 4-09-194018-8 |
| 9  | Nobita và nước Nhật thời nguyên thủy         | 23 tháng 2 năm 1996  | ISBN 4-09-194019-6 |
| 10 | Nobita và hành tinh muông thú                | 19 tháng 7 năm 1996  | ISBN 4-09-194020-X |
| 11 | Nobita ở xứ sở nghìn lẻ một đêm              | 19 tháng 7 năm 1996  | ISBN 4-09-194081-1 |
| 12 | Nobita và vương quốc trên mây                | 19 tháng 7 năm 1996  | ISBN 4-09-194082-X |
| 13 | Nobita và mê cung thiếc                      | 21 tháng 2 năm 1997  | ISBN 4-09-194083-8 |
| 14 | Nobita và ba chàng hiệp sĩ mộng mơ           | 21 tháng 2 năm 1997  | ISBN 4-09-194084-6 |
| 15 | Đấng toàn năng Nobita                        | 21 tháng 2 năm 1997  | ISBN 4-09-194085-4 |
| 16 | Nobita và chuyến tàu tốc hành Ngân Hà        | 28 tháng 10 năm 1998 | ISBN 4-09-194086-2 |
| 17 | Nobita và cuộc phiêu lưu ở thành phố dây cót | 28 tháng 10 năm 1998 | ISBN 4-09-194087-0 |

### Tranh truyện điện ảnh màu
| #  | Tựa                                   | Ngày phát hành       | ISBN               |
| -- | ------------------------------------- | -------------------- | ------------------ |
| 1  | Chú khủng long của Nobita             | 13 tháng 2 năm 2004  | ISBN 4091498612    |
| 2  | Nobita và lịch sử khai phá vũ trụ     | 13 tháng 2 năm 2004  | ISBN 4091498620    |
| 3  | Nobita thám hiểm vùng đất mới         | 27 tháng 3 năm 2004  | ISBN 4091498647    |
| 4  | Nobita và lâu đài dưới đáy biển       | 27 tháng 3 năm 2004  | ISBN 4091498655    |
| 5  | Nobita và chuyến phiêu lưu vào xứ quỷ | 27 tháng 3 năm 2004  | ISBN 4091498663    |
| 6  | Nobita và cuộc chiến vũ trụ           | 27 tháng 4 năm 2004  | ISBN 4091498671    |
| 7  | Nobita và binh đoàn người sắt         | 27 tháng 4 năm 2004  | ISBN 409149868X    |
| 8  | Nobita và hiệp sĩ rồng                | 28 tháng 5 năm 2004  | ISBN 4091498698    |
| 9  | Nobita Tây du ký                      | 13 tháng 2 năm 2004  | ISBN 4091498639    |
| 10 | Nobita và nước Nhật thời nguyên thủy  | 28 tháng 5 năm 2004  | ISBN 4091498701    |
| 11 | Nobita và hành tinh muông thú         | 10 tháng 12 năm 2010 | ISBN 9784091411570 |
| 12 | Nobita ở xứ sở nghìn lẻ một đêm       | 24 tháng 12 năm 2010 | ISBN 9784091411587 |
| 13 | Nobita và vương quốc trên mây         | 28 tháng 2 năm 2011  | ISBN 9784091412850 |
| 14 | Nobita và mê cung thiếc               | 28 tháng 2 năm 2011  | ISBN 9784091412287 |

### Truyện dài Doraemon(Fujiko F Fujio Đại tuyển tập) 6 tập giấy A5
| # | Bản chính (A5)       | Bản thường           | ISBN gốc               | Phát hành tại Việt Nam | ISBN Việt Nam          |
| - | -------------------- | -------------------- | ---------------------- | ---------------------- | ---------------------- |
| 1 | 29 tháng 9 năm 2010  | 24 tháng 9 năm 2010  | ISBN 978-4-09-143438-8 | 30 tháng 6 năm 2017    | ISBN 978-604-2-09278-4 |
| 2 | 30 tháng 1 năm 2011  | 25 tháng 1 năm 2011  | ISBN 978-4-09-143449-4 | 20 tháng 10 năm 2017   | ISBN 978-604-2-09279-1 |
| 3 | 30 tháng 7 năm 2011  | 25 tháng 7 năm 2011  | ISBN 978-4-09-143466-1 | 29 tháng 12 năm 2017   | ISBN 978-604-2-09905-9 |
| 4 | 27 tháng 12 năm 2011 | 22 tháng 12 năm 2011 | ISBN 978-4-09-143478-4 | 23 tháng 2 năm 2018    | ISBN 978-604-2-10325-1 |
| 5 | 28 tháng 3 năm 2012  | 23 tháng 3 năm 2012  | ISBN 978-4-09-143486-9 | 27 tháng 4 năm 2018    | ISBN 978-604-2-10326-8 |
| 6 | 30 tháng 5 năm 2012  | 25 tháng 5 năm 2012  | ISBN 978-4-09-143499-9 | 29 tháng 6 năm 2018    | ISBN 978-604-2-10327-5 |

### Khác
- Doraemon: Chú khủng long của Nobita (Tentōchū Comics Wide Special - Bản đặc biệt mở rộng của Tentochu Comics) phát hành trên giấy A3 vào 1 tháng 9 năm 1999 với mã ISBN 4091761119
- "Truyện màu Doraemon: Chú khủng long của Nobita" (Pikkapika Comics Special - Bản đặc biệt từ Pikkapika Comics) phát hành vào 1 tháng 2 năm 2006 trên giấy A6 với mã ISBN 4-09-148028-4